# 연타발
연타발(延陀勃) 혹은 연타취발(延陀翠勃)은 비류를 시조로 하는 백제 건국 설화에서 나오는 백제 시조인 온조왕의 외할아버지이다.

## 이력
현재 정설로 받아 들여지는 설화는 다음과 같다. 《삼국사기》 고구려 건국 설화에 나오는 내용으로 '동명성왕이 졸본에 정착하여 졸본 부여왕의 둘째 딸(이름 미상)과 결혼하여 두 아들을 낳았는데 비류와 온조다.'라고 기록되어 있다. 이러한 기록으로 볼때 졸본 부여왕 이라고만 기록 되어 있을 뿐 이름은 기록되어 있지 않다. 그러므로 졸본 부여왕의 이름이 연타발인지 확실하지 않다.
또 다른 설화는 《삼국사기》 백제본기 온조왕조에 의하면 백제 건국시조를 비류(沸流)으로 설정되어 있다.
즉, "비류왕의 아버지는 우태(優台)로서 북부여왕 해부루(解扶婁)의 서손(庶孫)이며, 어머니는 소서노(召西奴)인데 졸본인(卒本人) 연타발의 딸이다."고 하면서, 그의 딸인 소서노는 처음 우태에게 시집가서 두 아들을 낳았는데 큰 아들은 비류이며, 둘째 아들은 온조였다고 하였다.
이러한 《삼국사기》의 기록을 토대로 추측할 때 그는 졸본지역의 호민(豪民)이었음을 알 수 있다. 아울러 그러한 기반이 주몽에 의한 왕실 교체식의 고구려 건국역량에 흡수되었음을 시사하여 준다.

## 연타발이 등장한 작품
- 《주몽》(MBC, 2006년~2007년, 배우:김병기)
- 우씨왕후